# 산마르첼리노
산마르첼리노(이탈리아어: San Marcellino)는 이탈리아 캄파니아주 카세르타도에 있는 코무네이다. 나폴리로부터는 북서쪽으로 20km 카세르타에선 남서쪽으로 15km 거리에 있다.